# غوستاف كليمت
غوستاف كليمت (بالألمانية: Gustav Klimt) من مواليد 14 تموز 1862 - توفي 6 شباط 1918 وهو فنان ورسام نمساوي مشهور وأحد أبرز فناني حركة الانفصال الفنية في فيينا على الإطلاق. ومن الأعمال الرئيسية له اللوحات والرسومات الجدارية وغيرها من التحف الفنية، وكثير منها موجود في معرض في فيينا وتحديدا قاعة الانفصال الفني. اهتم كليمت بشكل رئيسي بموضوع جسد الأنثى، وأعماله تتميز بعرض إثارة جنسية بشكل صريح وهذا أكثر ما يتجلى في العديد من الاسكتشات (الرسومات بواسطة الأقلام فقط). هذه المواضيع الانثوية، سواء كانت حادة الوضوح أو المبهمة منها تحوي على صور عراة دائما وتُظهر وعيا عاليا حتى في نهاية هذا القرن. وهذه الأخيرة تنسجم مع مبادئ حركة الانفصال الفنية التي تتمحور حول فكرة إعلان الحقيقة وكسر حواجز الخجل السلبي.

## الحياة والعمل

### النشأة
ولد غوستاف كليمت في بومغارتن Baumgarten، قريبًا من فيينا في النمسا - المجر، وهو الثاني من بين سبعة أطفال- ثلاثة أولاد وأربع بنات. كان لدى والدته آنا كليمت (لقبها قبل الزواج فنستر)، طموح غير محقّق في أن تكون عازفةً موسيقية. كان والده، إرنست كليمت الأكبر، من بوهيميا سابقًا، نقّاشًا للذهب. أظهر كلٌ من أبنائهم الثلاثة مواهب فنية منذ وقت مبكّر. أخوة كليمت الأصغر سنا هما إرنست كليمت وجورج كليمت.
عاش كليمت في فقر بينما يرتاد كونستغفيربيشولا فيينا Kunstgewerbeschule the Vienna، وهي مدرسة للفنون التطبيقية والحرف، والآن جامعة الفنون التطبيقية بفيينا، حيث درس الزخرفة المعمارية من 1876 وحتى 1883. كان يبجّل مصوّر تاريخ فيينا الرئيسي في ذلك الوقت، هانز مكارت. استوعب كليمت مبادئ التدريب المحافظ بسرعة؛ يمكن تصنيف عمله المبكّر على أنه أكاديمي. في عام 1877، التحق أخوه إرنست، الذي كان يرغب أن يكون مثل أبيه، نقاشًا، بالمدرسة. بدأ الأخوان وصديقهما، فرانز ماتش، العمل معًا وبحلول عام 1880 استقبلوا العديد من التكليفات كفريقٍ أطلقوا عليه اسم «شركة الفنانين». كما ساعدوا معلمهم في تصوير جداريات متحف كونستوريستيتش في فيينا. بدأ كليمت حياته المهنية في تصوير الجداريات الداخلية والسقوف في المباني العامة الضخمة في شارع رينج Ringstraße، بما في ذلك سلسلة ناجحة من «الأيقونات والشعارات».
في عام 1888 تلقى كليمت وسام الاستحقاق الذهبي من إمبراطور النمسا فرانز جوزيف الأوّل لإسهاماته في الجداريات التي صورت في مسرح بورغ في فيينا. كما أصبح عضوًا فخريًا في جامعتيّ ميونيخ وفيينا. في عام 1892 توفي والد كليمت وشقيقه إرنست، وكان عليه أن يتحمل المسؤولية المالية لعائلات والده وشقيقه. أثّرت المآسي أيضًا على رؤيته الفنية وسَرَعان ما اتجه نحو أسلوب شخصيٍّ جديد. كان إدراج نودا فيريتاس the nuda veritas (الحقيقة المجردة) كشخصية رمزية في بعض أعماله علامة مميزة لأسلوبه في نهاية القرن التاسع عشر، بما في ذلك اليونان القديمة ومصر (1891)، بالاس أثينا (1898) ونودا فيريتاس (الحقيقة المجردة) (1899). يعتقد المؤرخون أن كليمت شجب بواسطة نودا فيريتاس the nuda veritas (الحقيقة المجردة) كلًا من سياسة هابسبورغ والمجتمع النمساوي، والذَين تجاهلا جميع المشاكل السياسية والاجتماعية في ذلك الوقت. في أوائل تسعينيات القرن التاسع عشر، التقى كليمت بمصممة الأزياء النمساوية إميلي لويز فلوغ (شقيقة زوجة أخيه) التي ظلت رفيقته حتى نهاية حياته. ويٌعتقد أن لوحته القبلة، The Kiss (1907–08)هي صورة لهم كأحباء. صمّم العديد من الأزياء التي نفذتها وارتدتها كموديل في أعماله.

### أعوام انفصال فيينا
في عام 1897 أصبح كليمت واحدًا من الأعضاء المؤسسين ورئيسًا لفينر سزيشن Wiener Sezession (انفصال فيينا) ودورية المجموعة فيرساكروم Ver Sacrum («الربيع المقدّس»). بقي مع الانفصال حتى 1908. كانت أهداف المجموعة هي تقديم معارض للفنانين الشباب غير التقليديين، وإحضار أعمال أفضل الفنانين الأجانب إلى فيينا، ونشر مجلتها الخاصة لعرض أعمال الأعضاء. لم تعلن المجموعة عن أيِّ بيانٍ رسميٍّ لخطة عمل، ولم تنخرط في تشجيع أي أسلوب محدد - تعايش الطبيعيون، والواقعيون، والرمزيون معًا. دعمت الحكومة جهودهم ومنحتهم عقد إيجار على أرض عامّة لإقامة قاعة عرض. كان رمز المجموعة هو بالاس أثينا، الإلهة اليونانية للقضايا العادلة، والحكمة، والفنون - والتي رسمها كليمت في نسخته المتطرفة عام 1898.
في عام 1894، كُلِّف كليمت بتصوير ثلاث لوحات لتزيين سقف القاعة الكبرى في جامعة فيينا. والتي لم تكتمل حتى نهاية القرن، وانتُقِدَت لوحاته الثلاث، الفلسفة، والطب، والتشريع بسبب موضوعاتها المتطرفة (الراديكالية) ومكوّناتها، ووصِفوا ب«الإباحية». قام كليمت بتحويل الرمزية والحكايات التقليدية إلى لغة جديدة كانت أكثر صراحةً جنسياً وبالتالي أكثر إزعاجًا للبعض. جاء الاحتجاج الشعبي العنيف من جميع الأوساط السياسية، والجمالية، والدينية. نتيجةً لذلك، لم يتم عرض اللوحات (التي تظهر في المعرض أدناه) على سقف القاعة الكبرى. سيكون هذا آخر تكليفٍ عامٍّ يقبله الفنان.
دُمِّرت اللوحات الثلاث جميعها عندما أحرقت القوات الألمانية المنسحبة قلعة أميندورف في مايو 1945.
حددت لوحته الحقيقة العارية دعوته بأقصى «تغيير شامل» للطبقات الحاكمة. تحمل امرأة صهباء عاريةً بشكلٍ صارخ مرآة الحقيقة، بينما تظهر فوقها مقولة لفريدريش شيللر بحروف محوّرة (منمنمة): «إذا لم تستطع أن ترضي كل شخص بأفعالك وفنك، أرضِ القليلين فقط، إذ إنّ إرضاء الكثرة أمرٌ سيئ.»
عام 1902، أنهى كليمت طوق زخرفة (تحت الإفريز) بيتهوفن لمعرض انفصاليِ فيينا الرابع عشر، والذي كان يهدف ليكون احتفاءًا بالمؤلِّف الموسيقي واحتوى أيضًا على تمثالٍ تذكاري متعدد الألوان نحته ماكس كلينجر. ولأنها فقط من أجل المعرض، صُوِّرت الزخارف مباشرةً على الجدران بمواد خفيفة. تم حفظ اللوحة بعد المعرض، رغم أنها لم تعرض ثانية حتى عام 1986. كان الوجه في الصورة الشخصية لبيتهوفن يمثل المؤلف الموسيقي ومخرج دار أوبرا فيينا غوستاف ماهلر.
خلال هذه الفترة لم يقتصر كليمت على التكليفات العامّة. ابتداءًا من أواخر تسعينيات القرن التاسع عشر قضى عطلات الصيف مع عائلة فلودج Flöge على شواطئ آتريسي Attersee وصوّر العديد من المناظر الطبيعية هناك. هذه المناظر الطبيعية تمثّل النوع الفني الوحيد الذي اهتم به كليمت جديًا بجانب تصوير الشخصيات. تقديرًا لحماسه، سمّاه المحليون فالدشارت Waldschrat («شيطان الغابة»).
للوحات كليمت لأتريسي العدد والجودة الكافيين لتستحق تقديرًا منفصلًا. بشكل رسمي، تتميز المناظر الطبيعية بنفس إحكام التصميم والزخارف الرائعة مثل القطع التصويرية. سُطِّحت المساحات العميقة في أعمال آتريسي بكفاءة إلى مستوىً واحد بحيث يُعتقد أن كليمت قد صورها باستخدام تلسكوب.

## لوحات

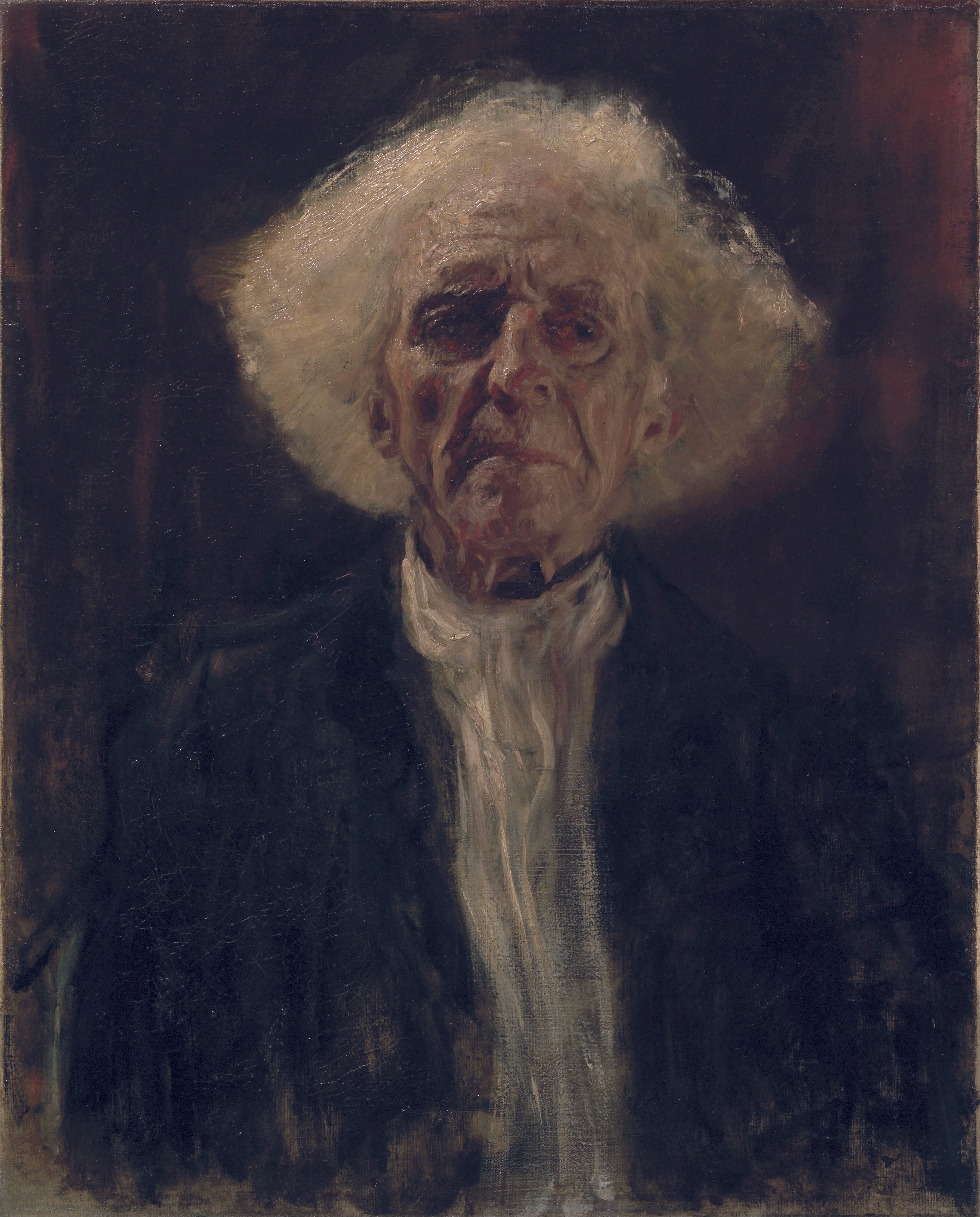
Der Blinde (The Blind Man) 1896, Leopold Museum
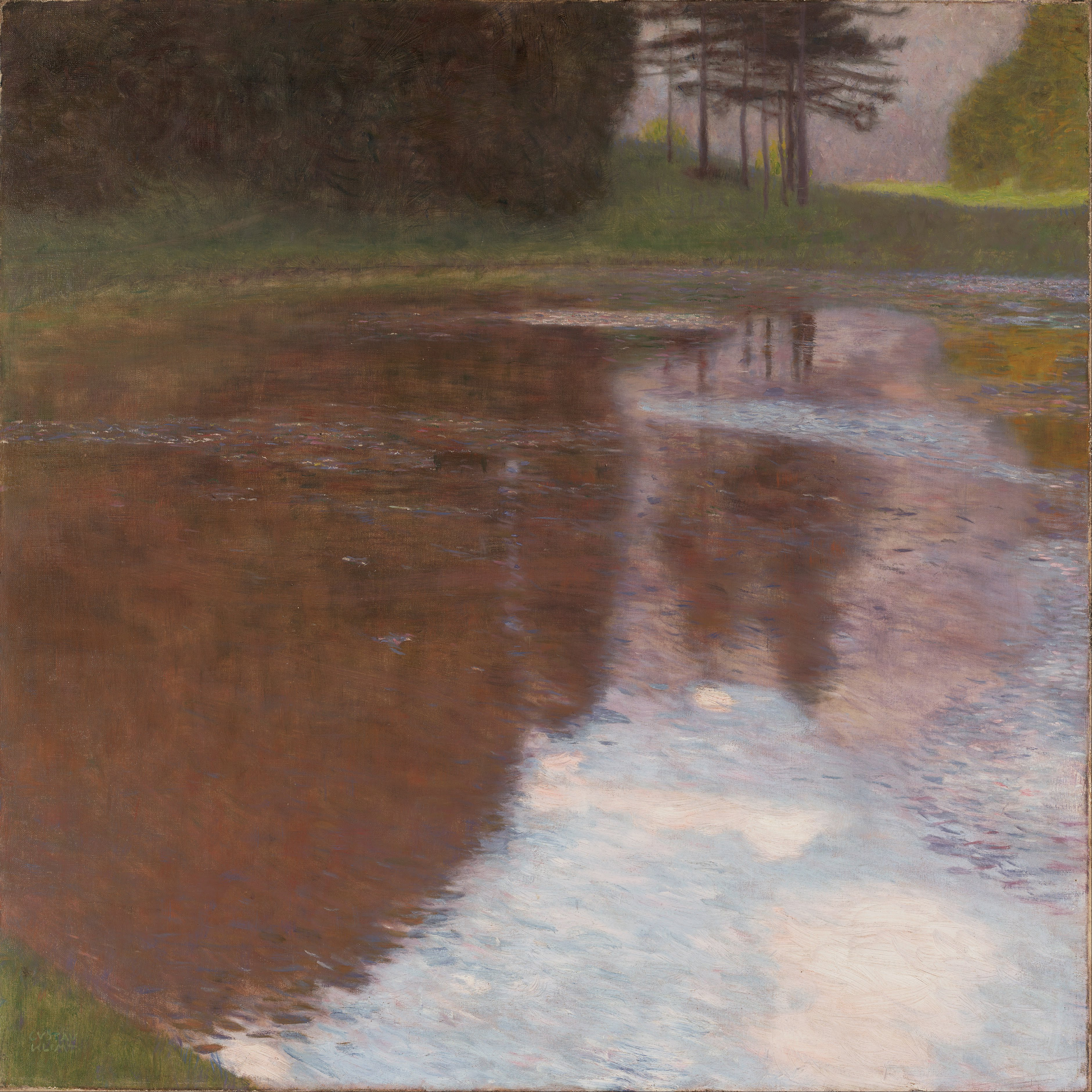
Stiller Weiher (Egelsee bei Golling, Salzburg) (Tranquil Pond) 1899, Leopold Museum
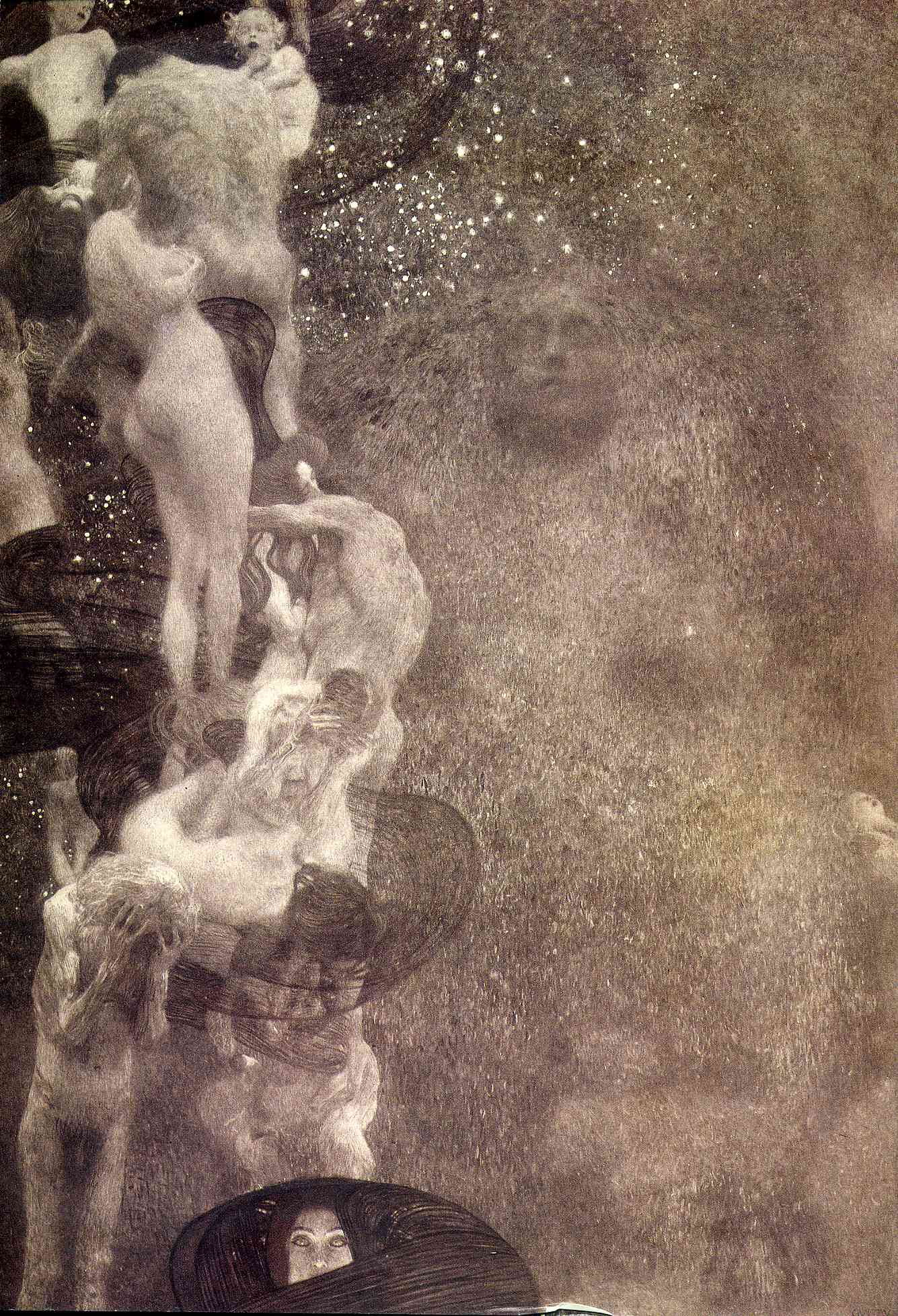
Philosophie 1899–1907. Destroyed 1945
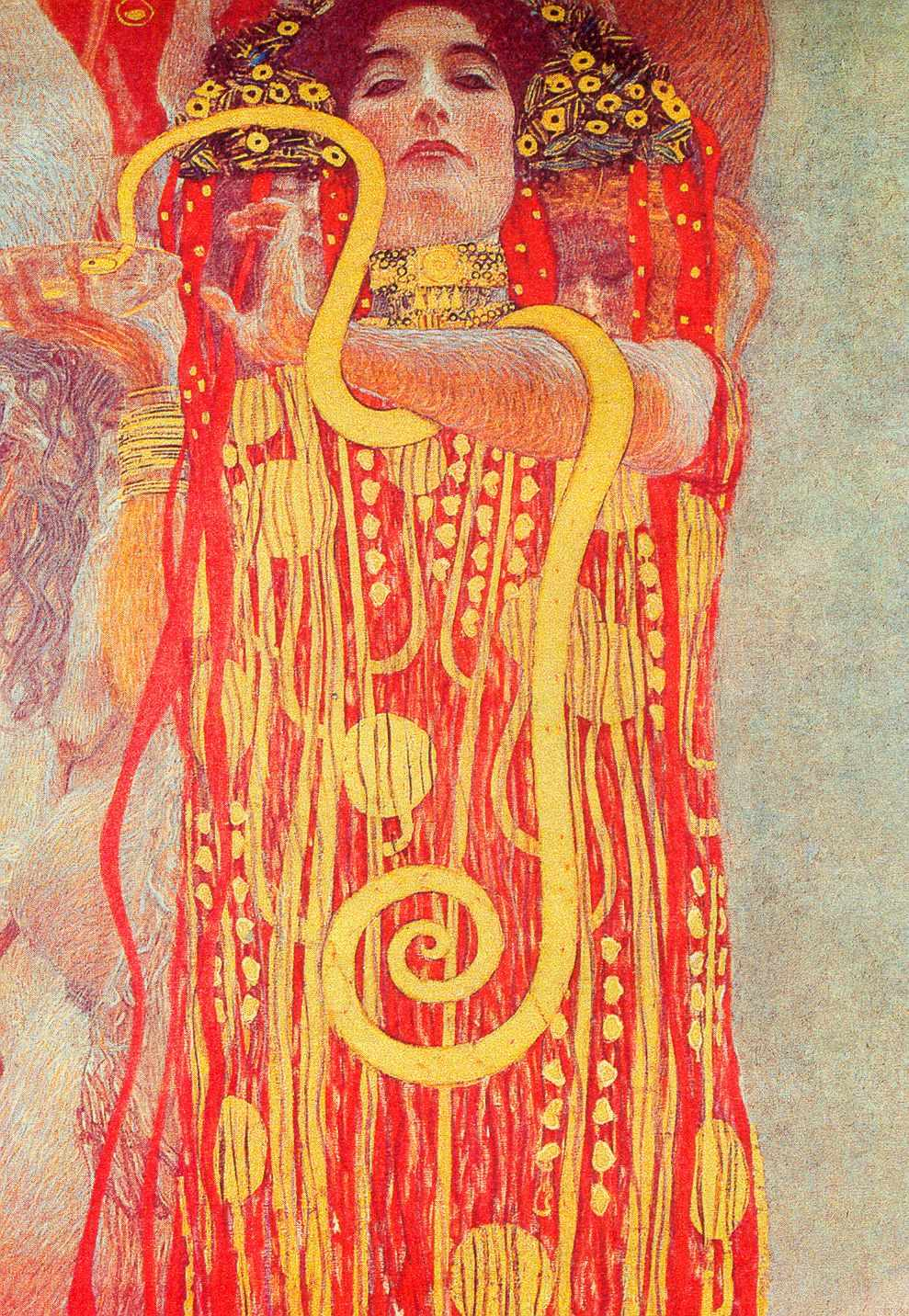
Medicine (detail) 1899–1907. Destroyed 1945
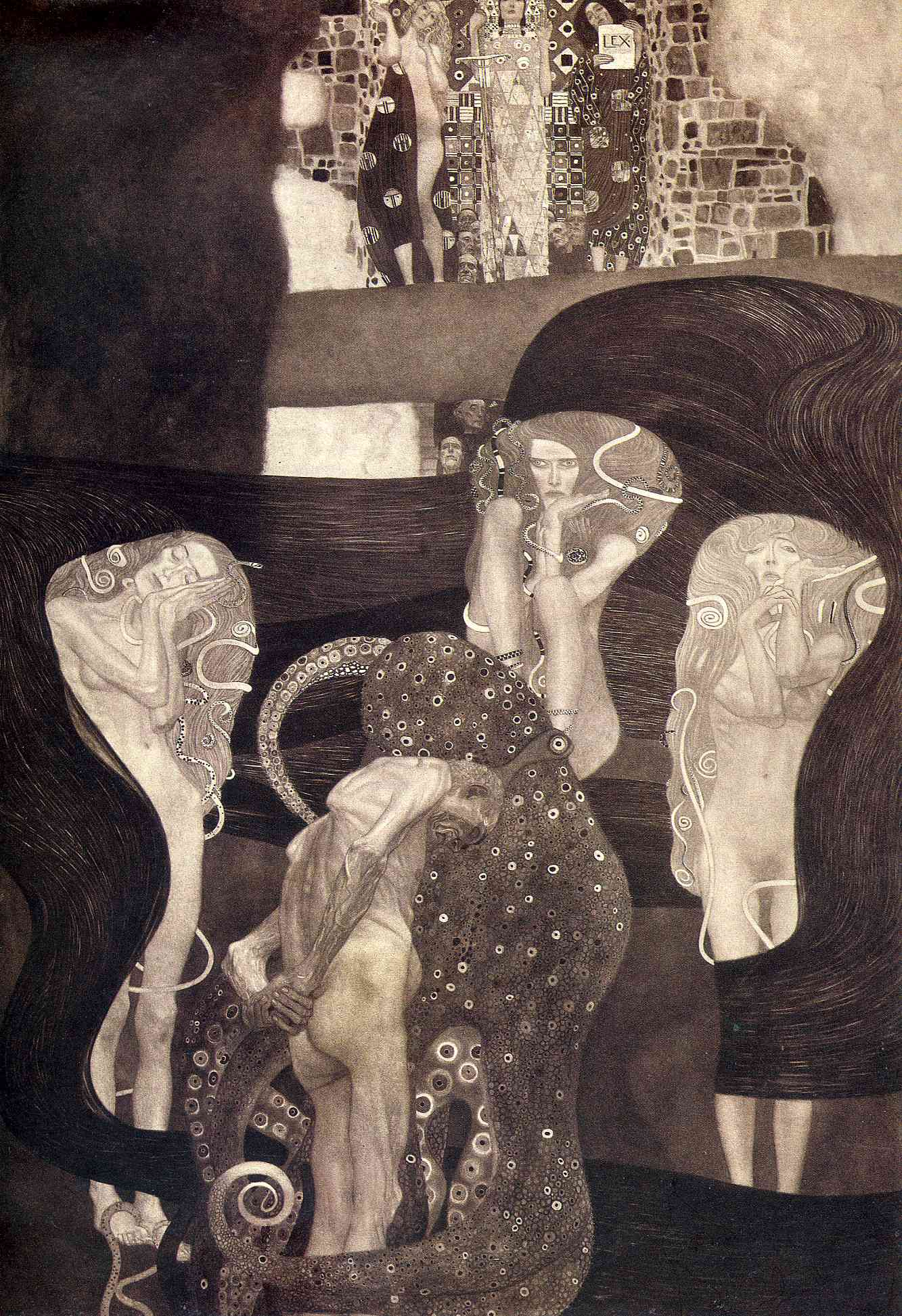
Jurisprudence 1899–1907. Destroyed 1945
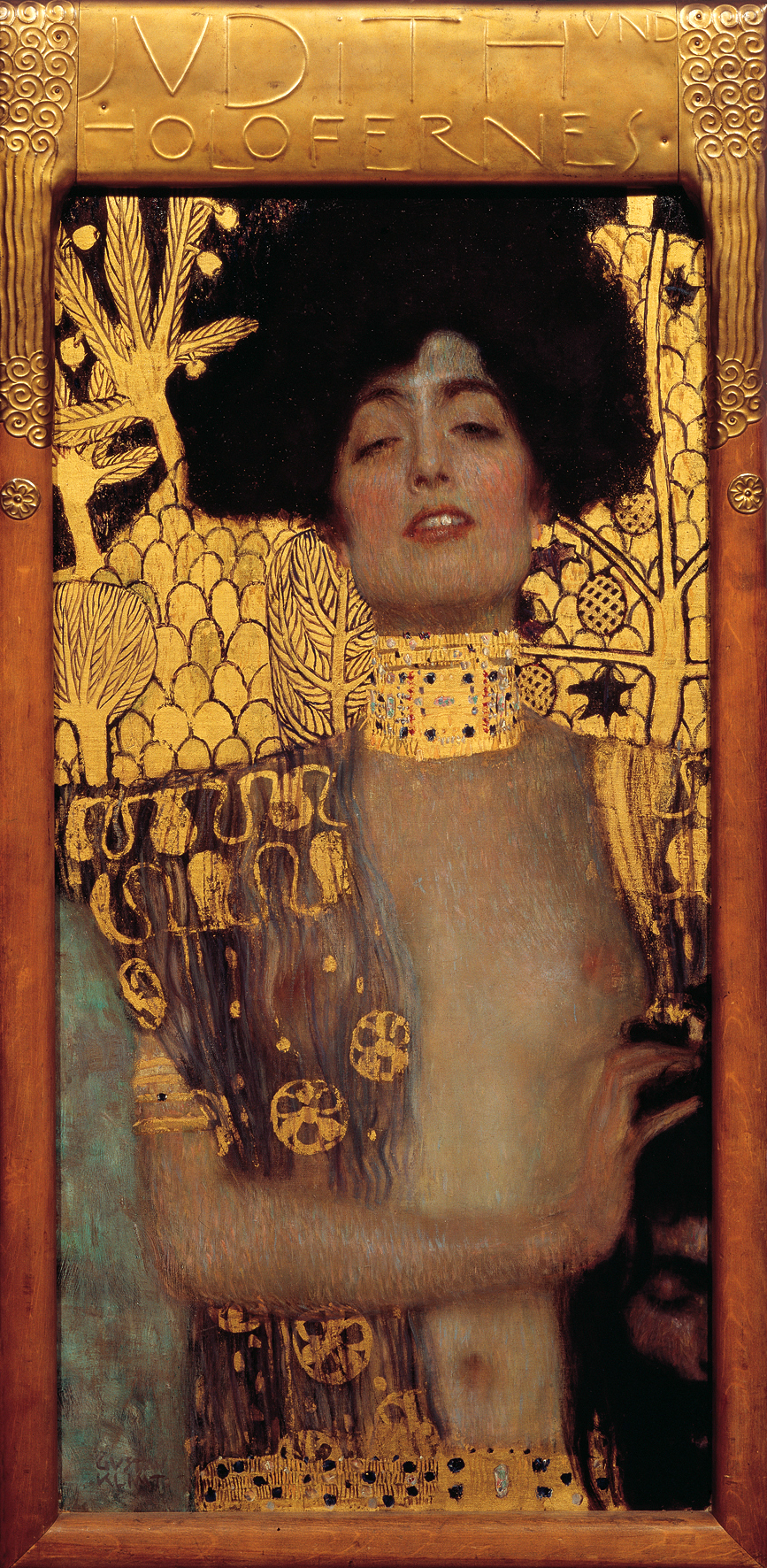
يهوديت ورأس هولوفيرنوس, 1901. المتحف الإمبراطوري في فيينا، فيينا
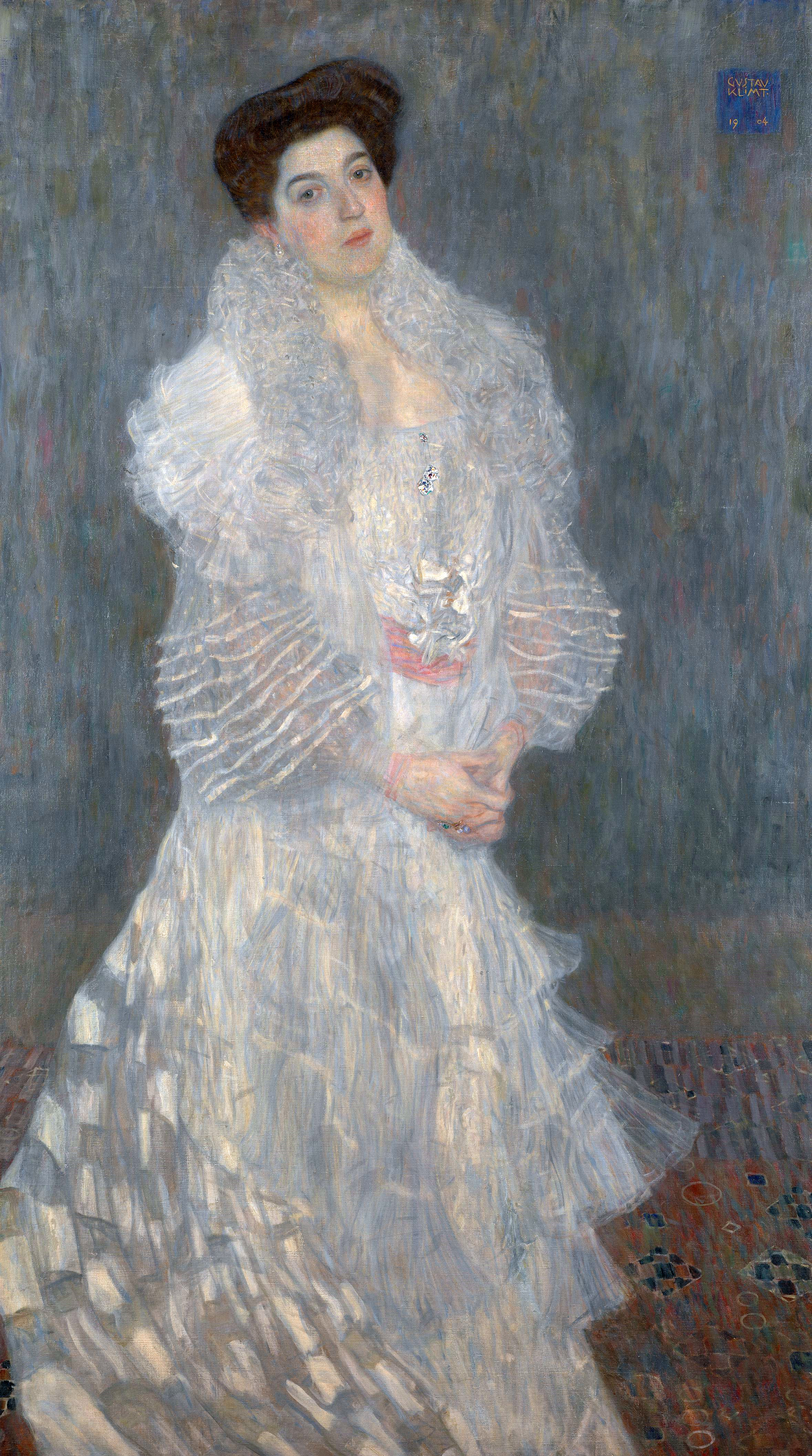
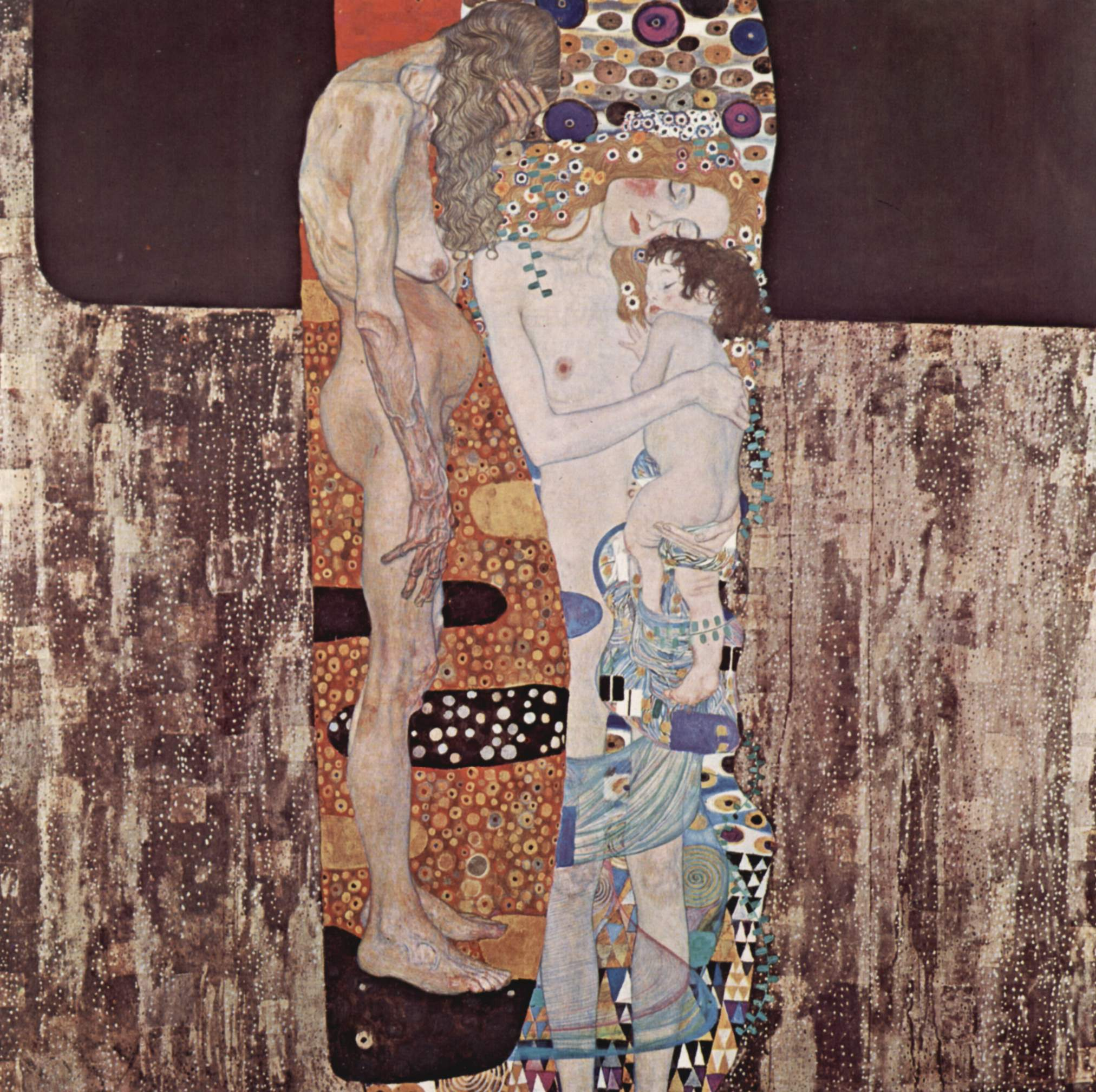
The Three Ages of Woman, 1905, Galleria Nazionale d'Arte Moderna، روما
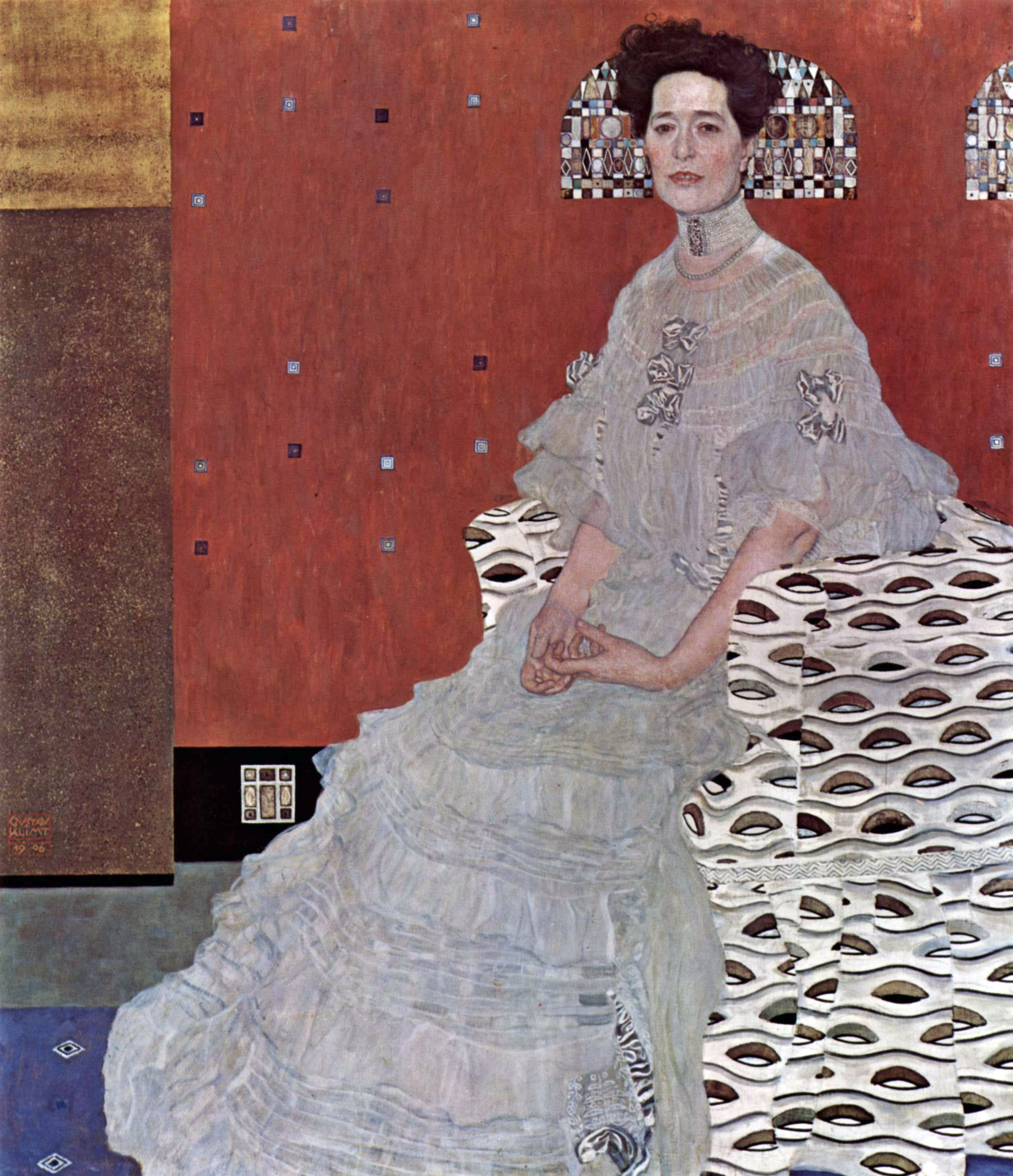
Portrait of Fritza Riedler 1906
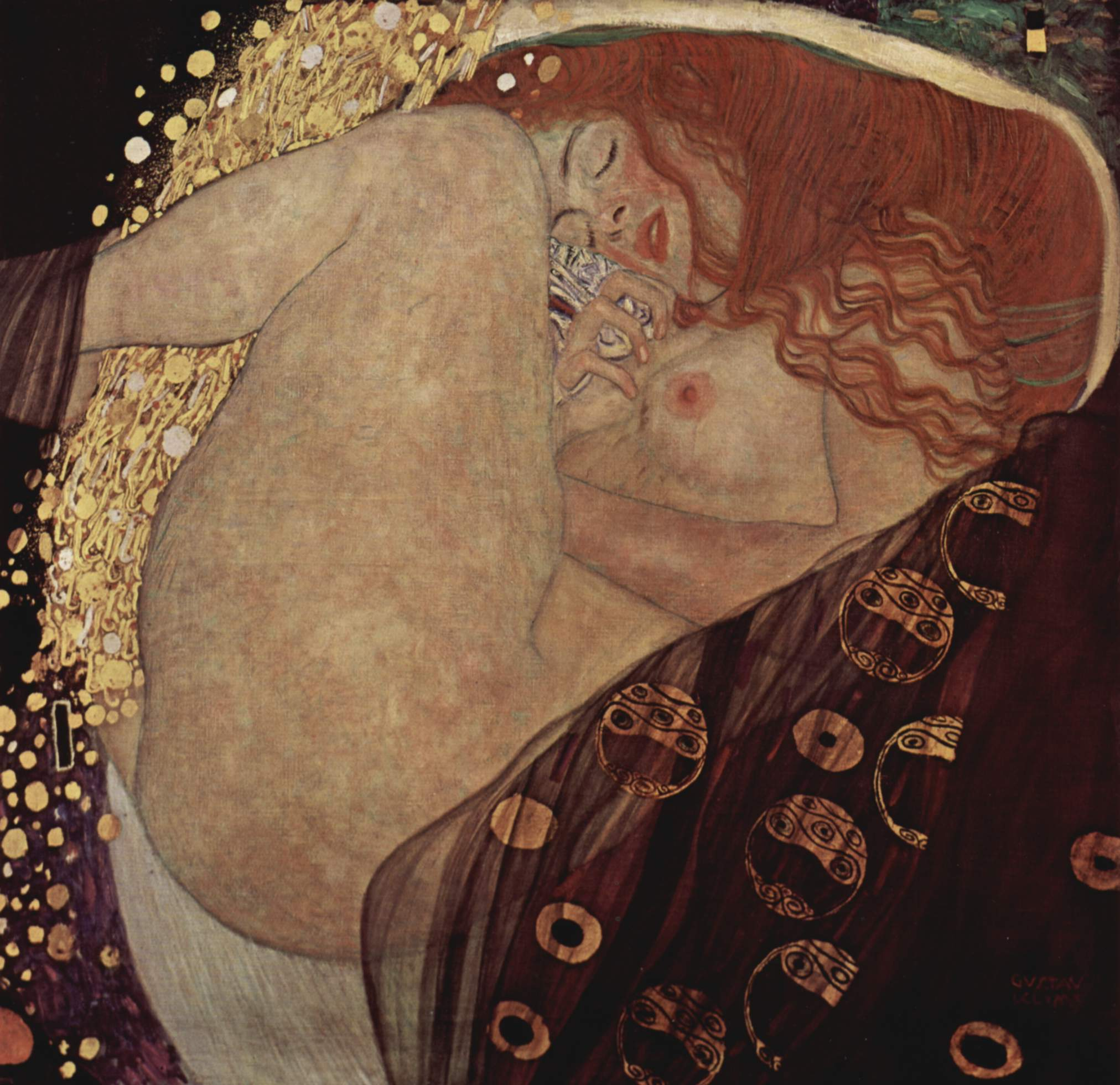
Danaë, 1907. Private Collection, Vienna
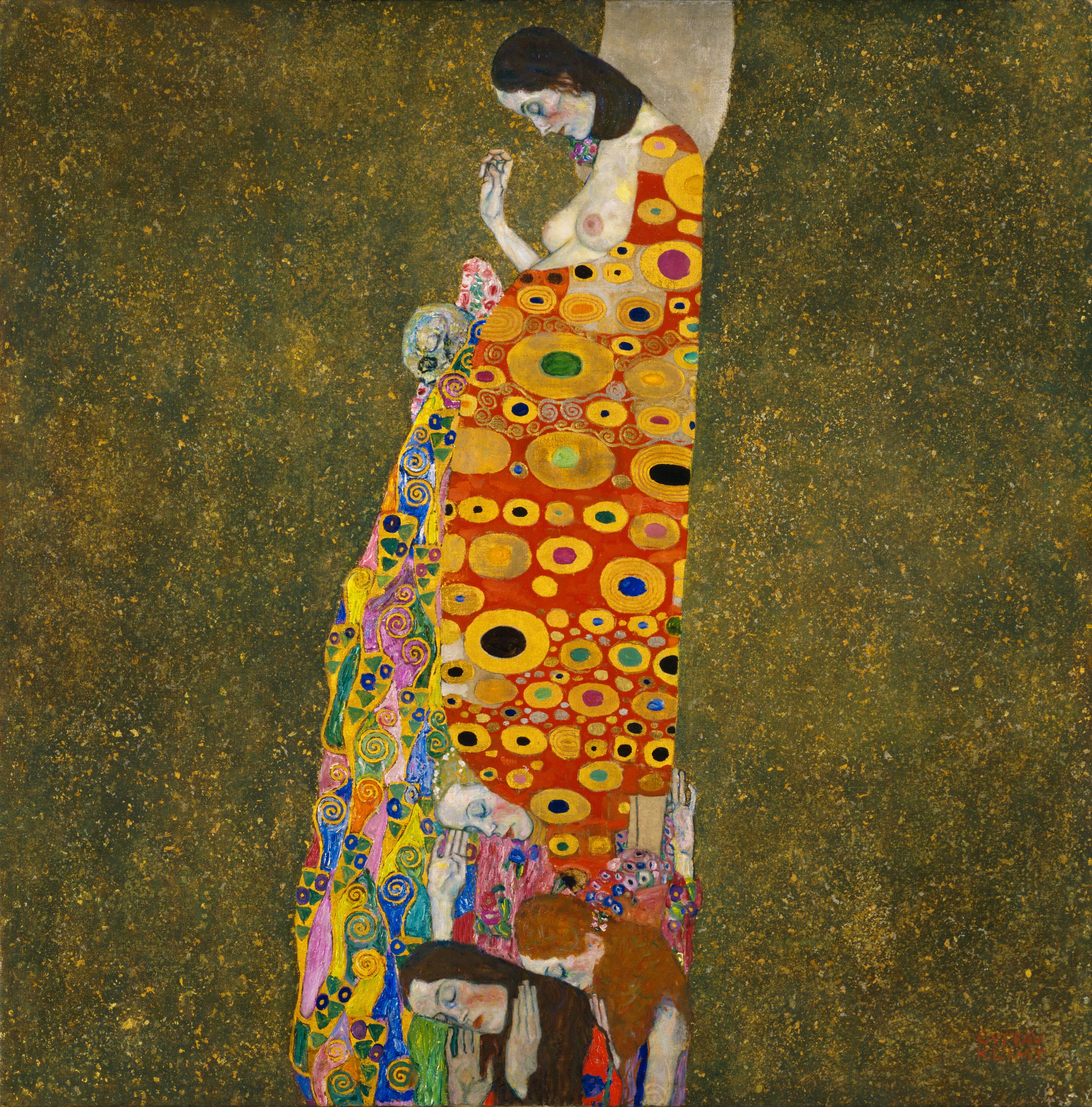
Hope II, 1907–08, متحف الفن الحديث (نيويورك)، نيويورك
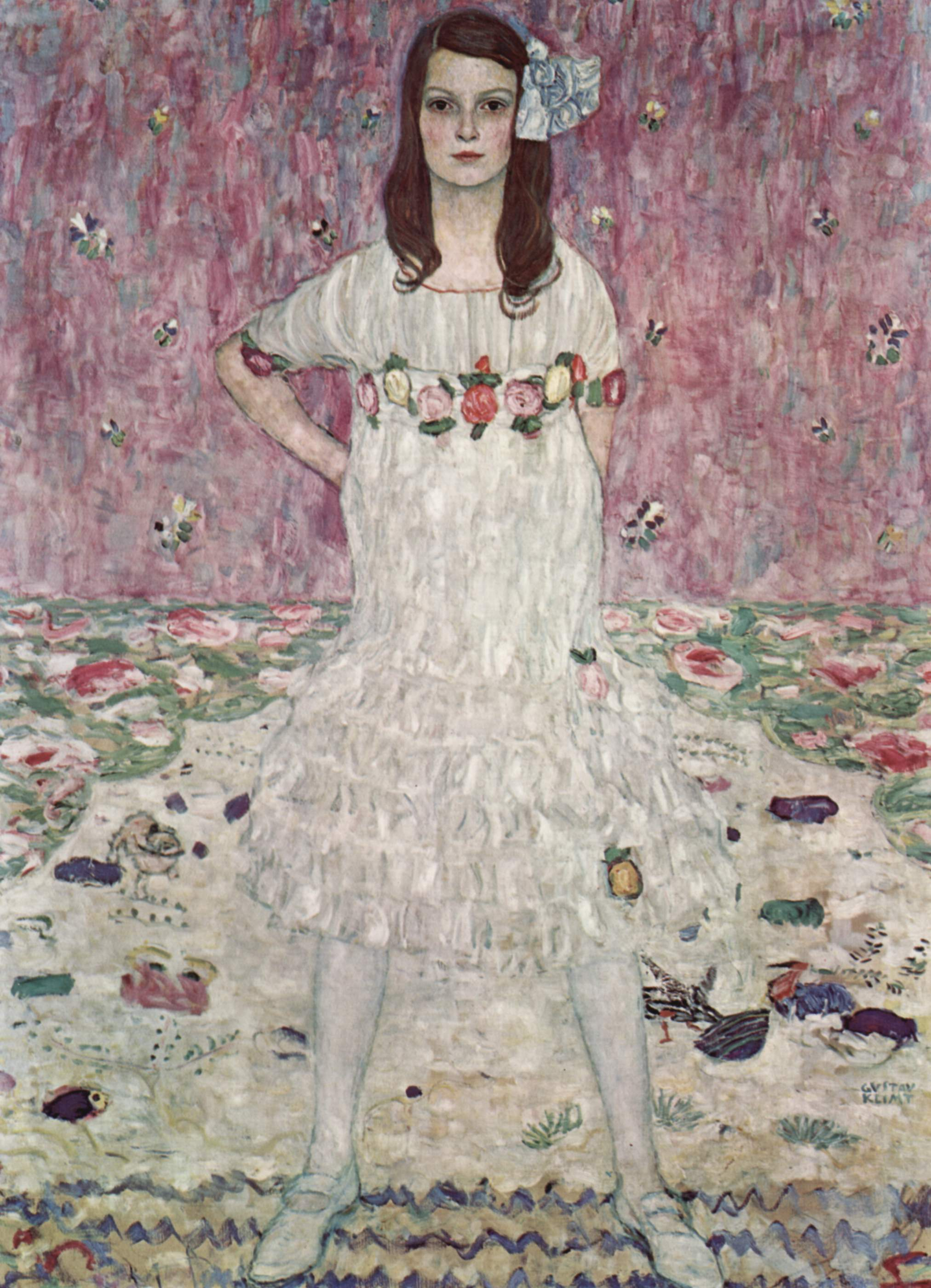
Mäda Gertrude Primavesi, 1912, متحف المتروبوليتان للفنون, New York City
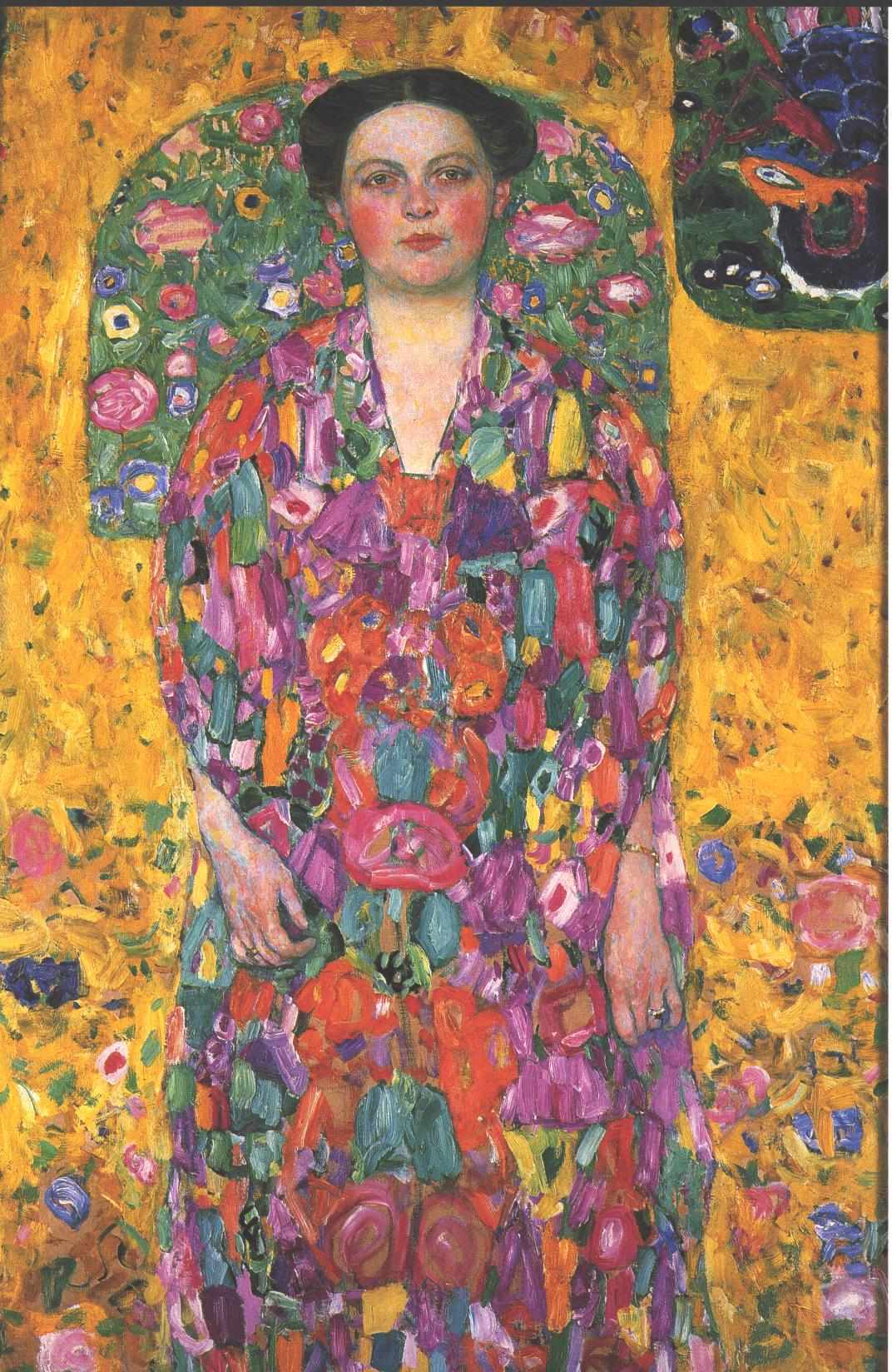
Eugenia Primavesi (1913–14)
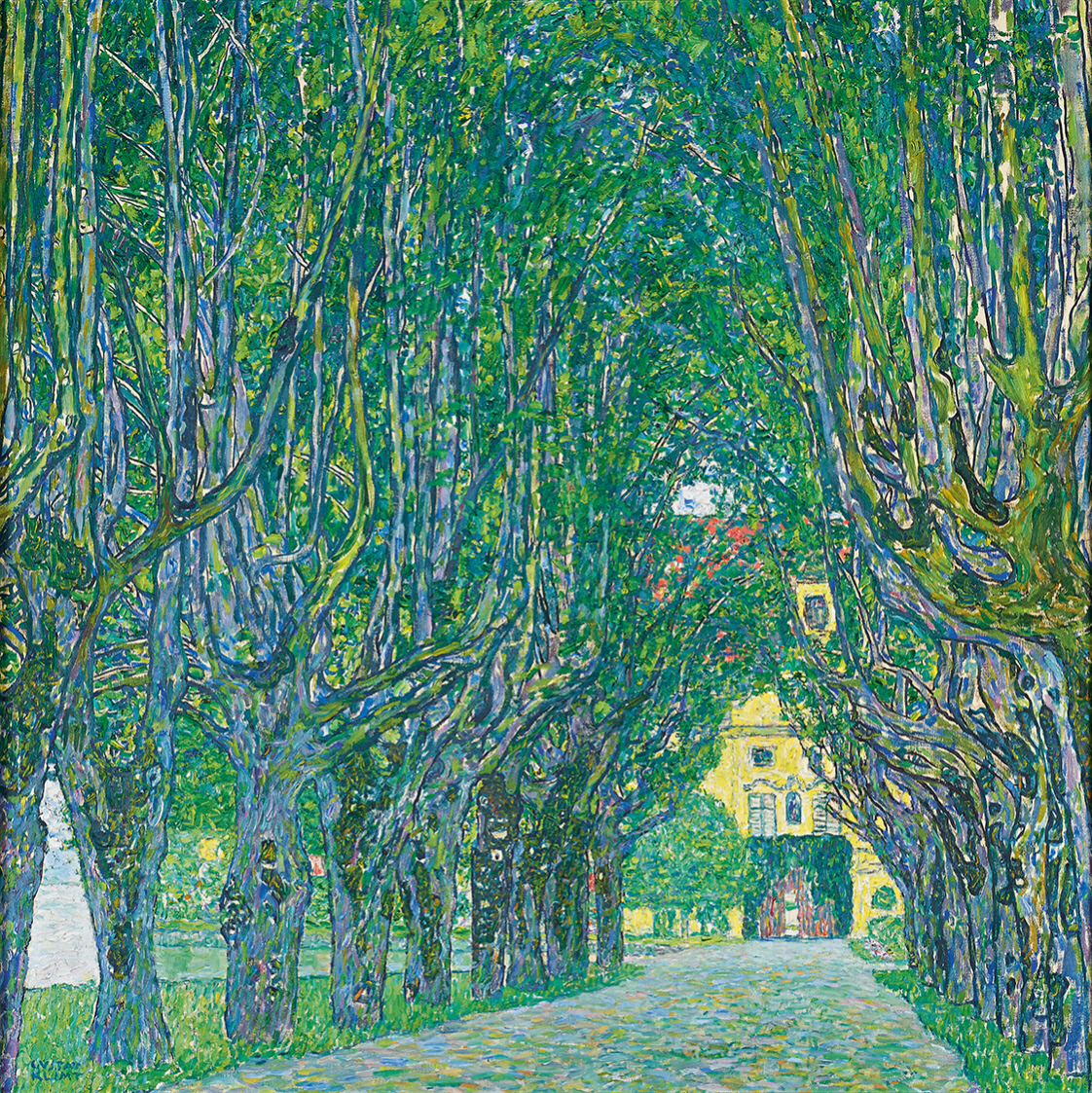
Avenue in Schloss Kammer Park, 1912, Österreichische Galerie Belvedere, Vienna
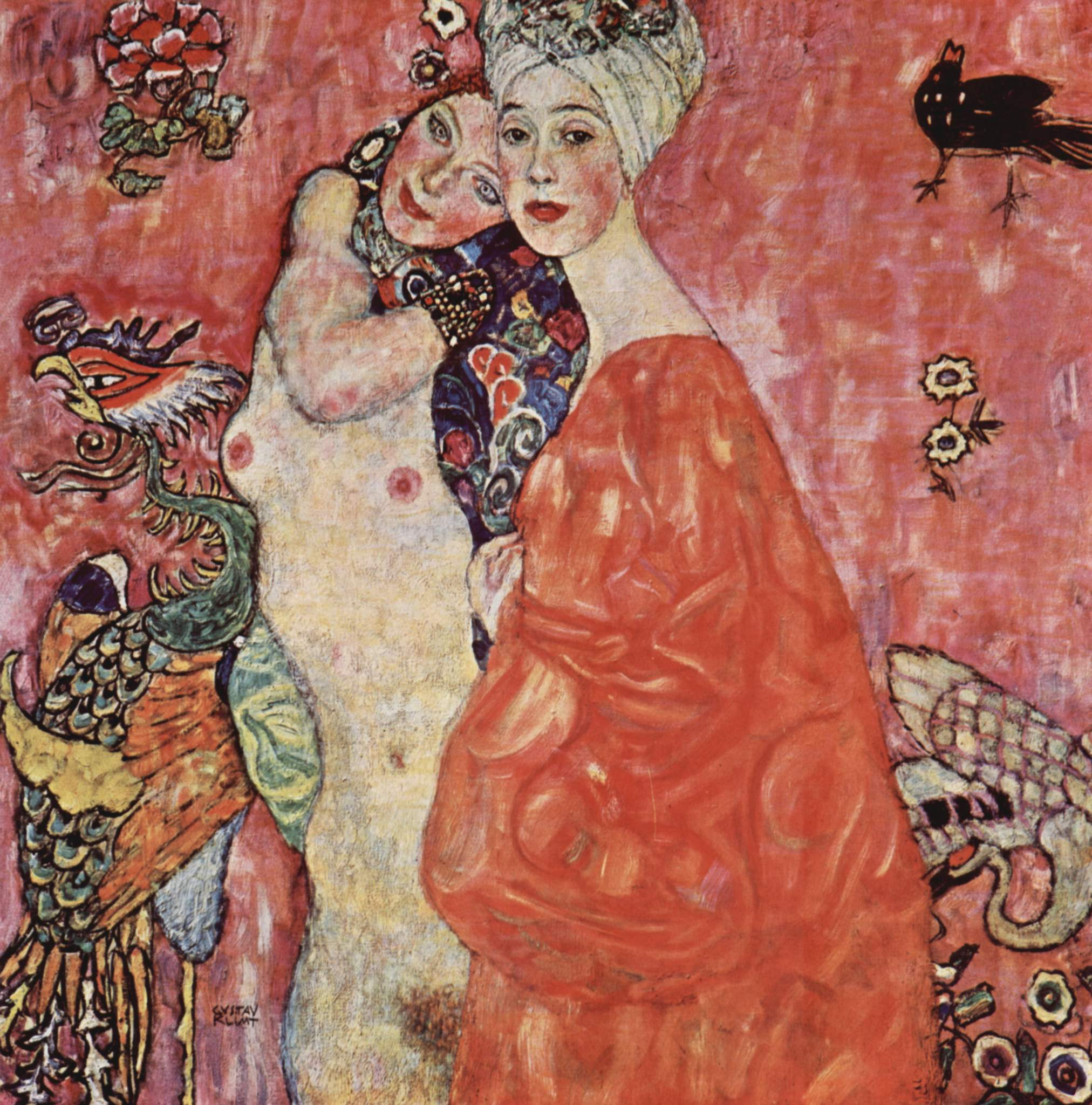
Girlfriends or Two Women Friends, 1916–17, (Galerie Welz, زالتسبورغ, later destroyed)

## رسومات

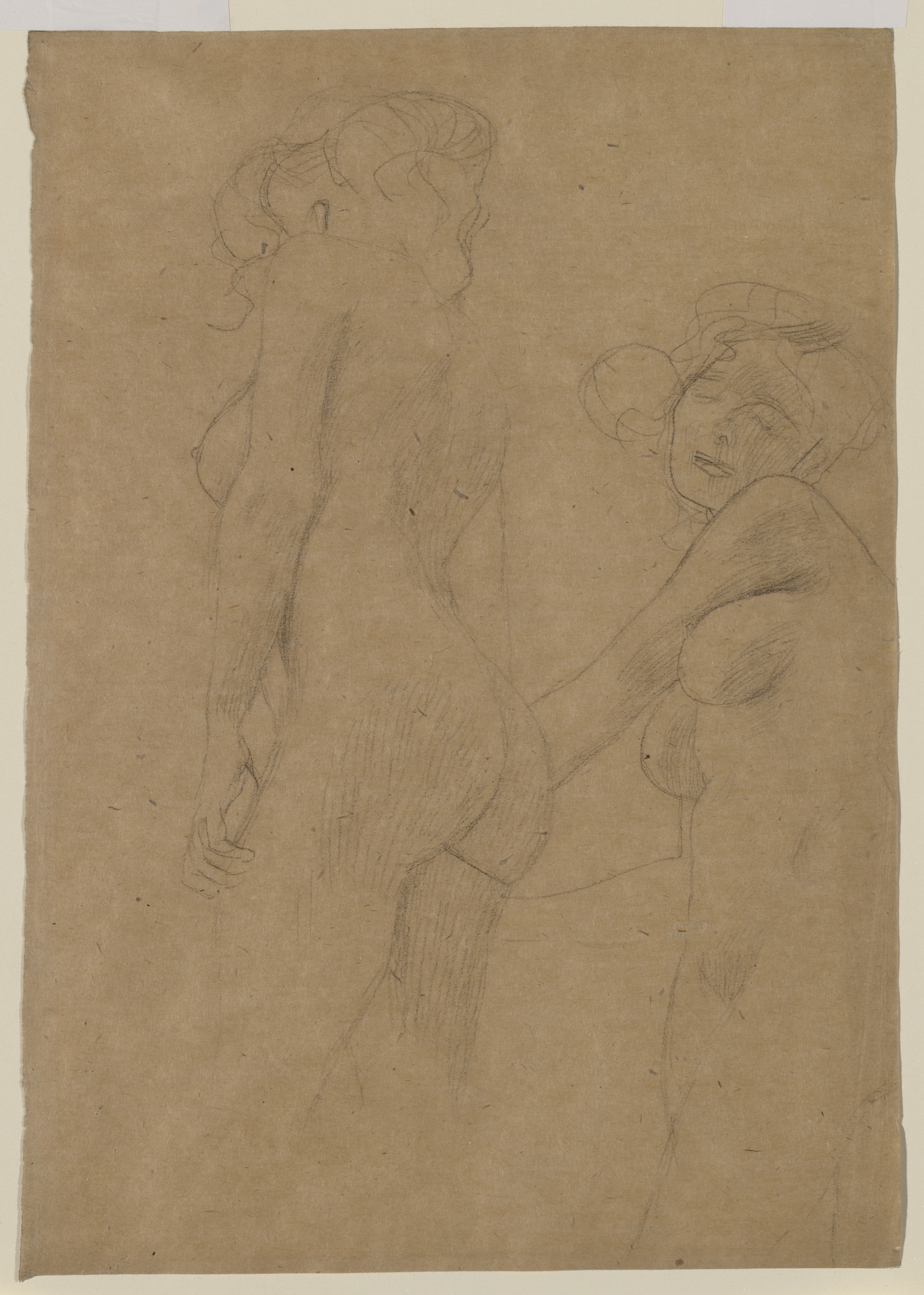
Two Female Nudes Standing, ca. 1900, متحف سولومون غاغينهايم
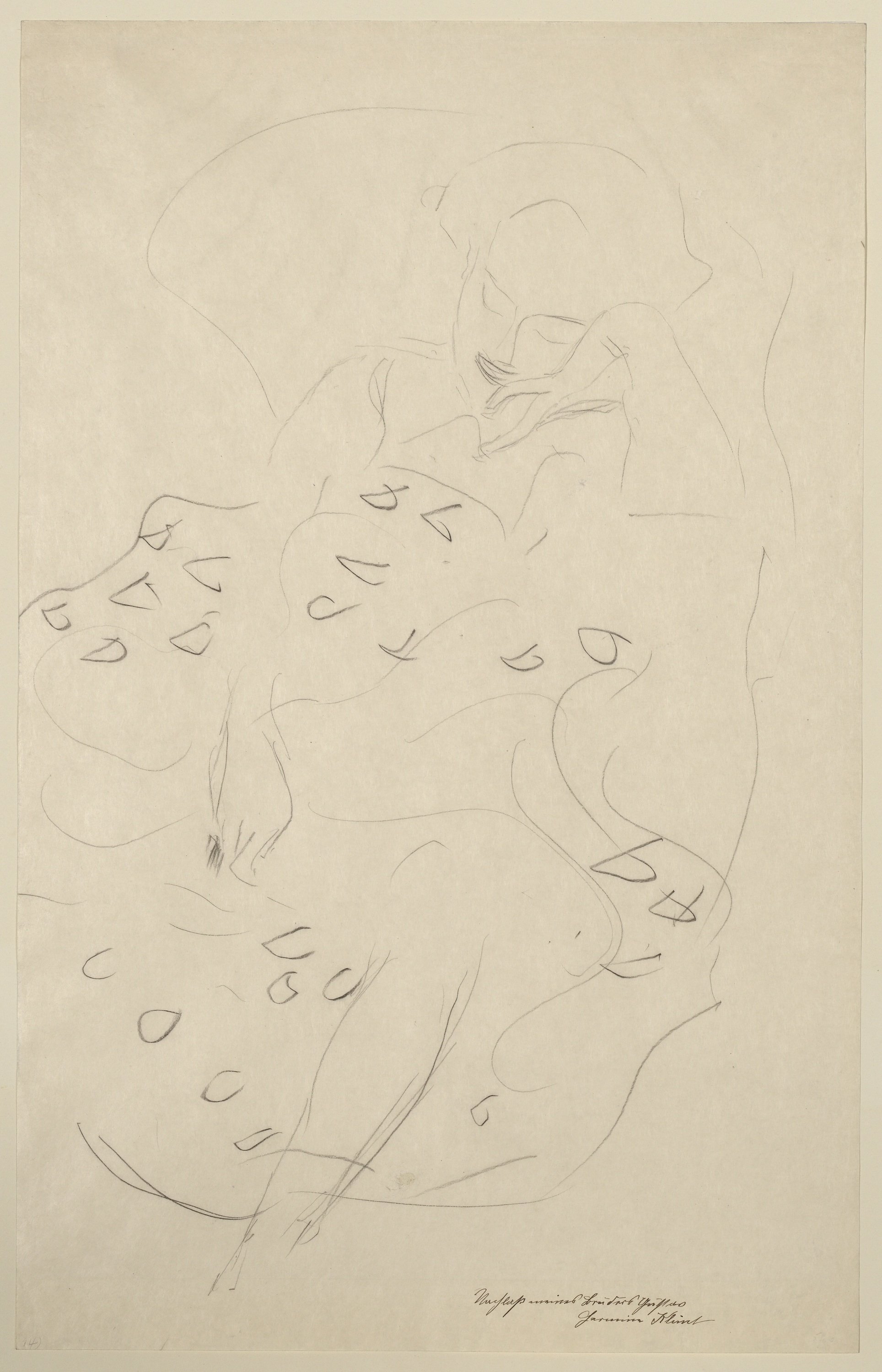
Girl Seated in a Chair, 1904, متحف سولومون غاغينهايم
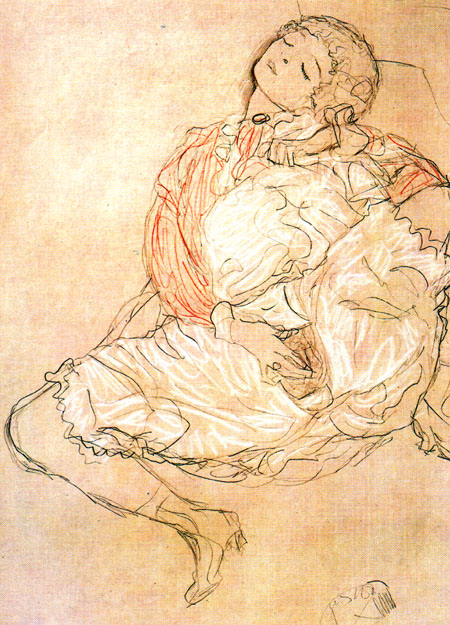
Frau bei der Selbstbefriedigung (Masturbation), 1916

## وصلات خارجية
- غوستاف كليمت على موقع IMDb (الإنجليزية)
- غوستاف كليمت على موقع الموسوعة البريطانية (الإنجليزية)
- غوستاف كليمت على موقع ميوزك برينز (الإنجليزية)
- غوستاف كليمت على موقع إن إن دي بي (الإنجليزية)